# Rudolf Löw (Maler)

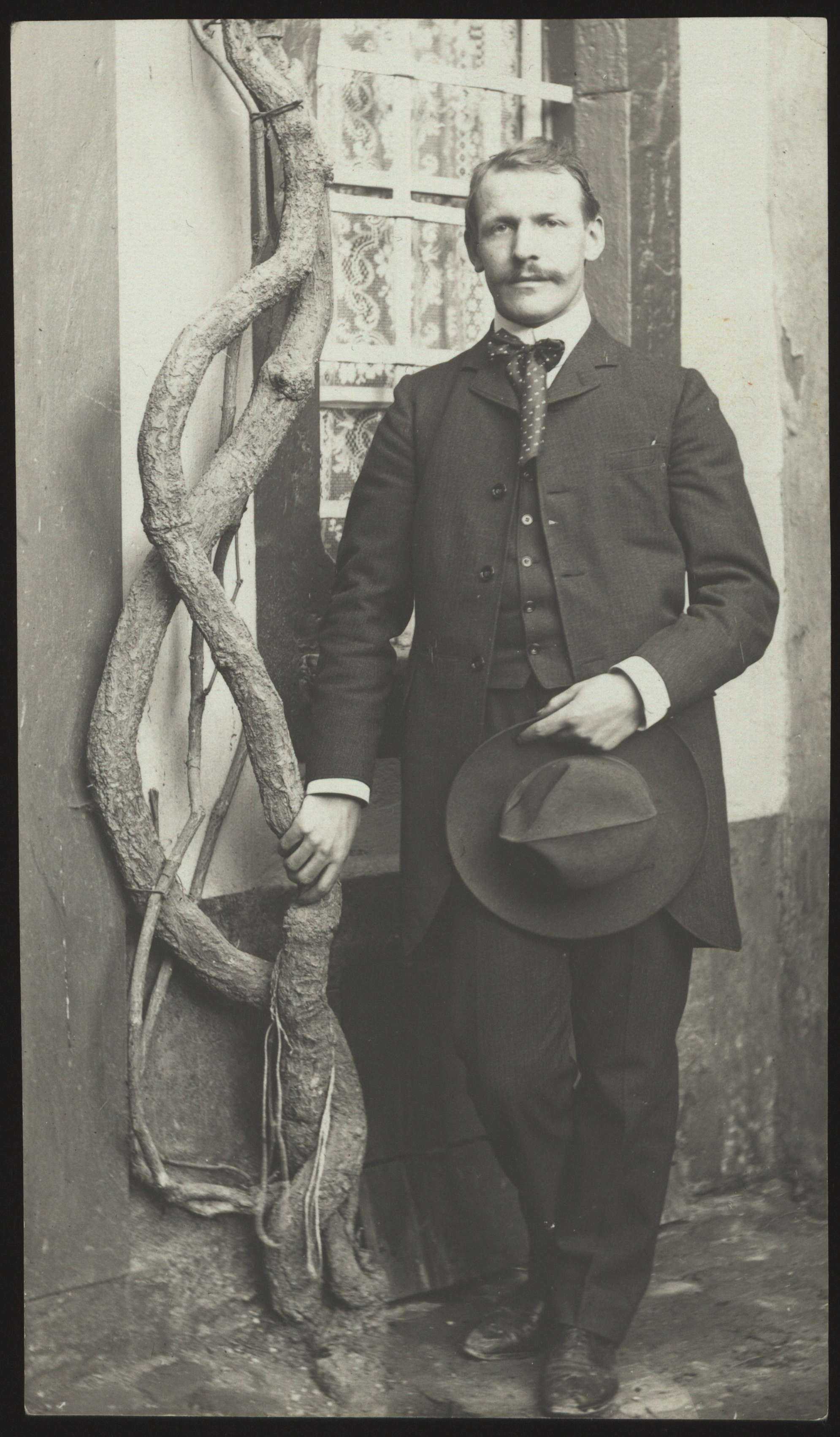
Rudolf Löw (etwa 1910)

Rudolf Löw (* 2. Juni 1878 in Basel; † 16. Dezember 1948 ebenda) war ein Schweizer Maler und Schriftsteller.

## Leben
Löw absolvierte die Matura am Humanistischen Gymnasium und studierte Germanistik und Kunstgeschichte an der Universität Basel, bevor er 1898 nach München an die Knirr-Schule ging. Weitere autodidaktische Weiterbildungen in Paris und zurück in Basel folgten.
Zu Beginn seiner Karriere entwickelte Löw seinen Stil vom Impressionismus zum Symbolismus, wobei Ferdinand Hodler ein wichtiger Einfluss war. Löw malte zunächst Figurenbilder und Porträts, später vor allem von seinen Reisen inspirierte Landschaftsbilder und Seestücke. Er betätigte sich neben der Malerei auch immer wieder als Radierer. 1910 veröffentlichte er beim Rascher Verlag mit dem Bretonischen Tagebuch sein erstes literarisches Werk, gefolgt 1914 vom Tagebuch vom Siljansee.  Vom 3. bis 24. Juni 1928 war ihm, gemeinsam mit Wilfried Buchmann und Fred Stauffer, eine Ausstellung in der Kunsthalle Basel gewidmet. Im selben Jahr veröffentlichte er die autobiografische Schrift Mein Weg zur Kunst. Ab 1930 widmete sich Löw kunstgewerblichen Arbeiten, darunter Wandmalereien im Bahnhof Basel SBB.

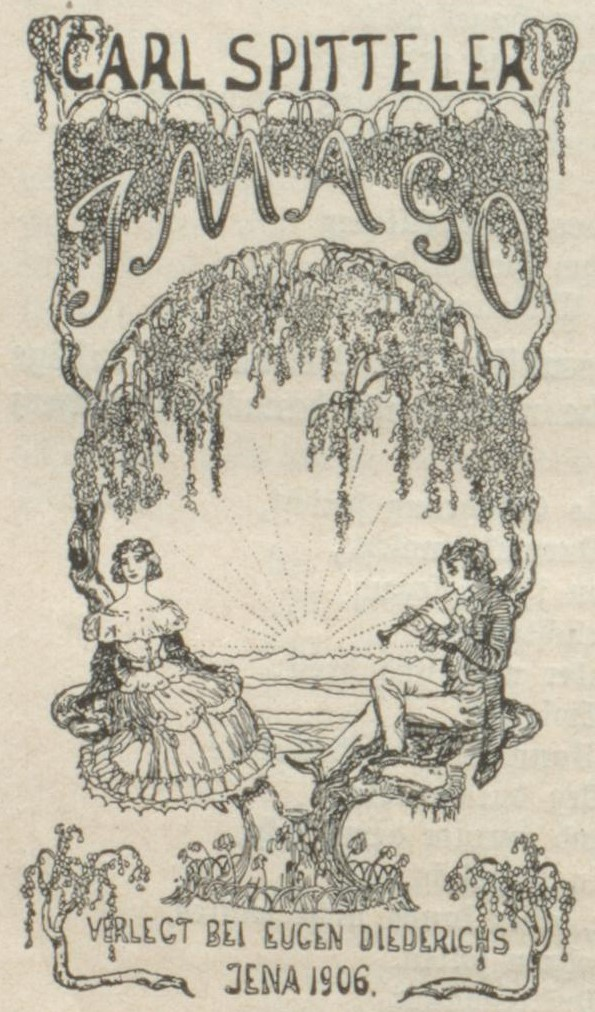
Einbandgestaltung von Carl Spitteler: Imago (1906)

Zwischen 1938 und 1943 veröffentlichte er den dreiteiligen Künstlerroman Häuser über dem Rhein (Dieter Basilius Deifel, Marie Louise Burckhardt, Achilles Kern), wovon der erste Teil viel Beachtung fand; 1988 wurde dieser neu aufgelegt.